# Hemipenthes melana
Hemipenthes melana är en tvåvingeart som beskrevs av Wray Merrill Bowden 1965. Hemipenthes melana ingår i släktet Hemipenthes och familjen svävflugor.
Artens utbredningsområde är Nepal. Inga underarter finns listade i Catalogue of Life.